# RNASE4
RNASE4 (англ. Ribonuclease A family member 4) – білок, який кодується однойменним геном, розташованим у людей на короткому плечі 14-ї хромосоми. Довжина поліпептидного ланцюга білка становить 147 амінокислот, а молекулярна маса — 16 840.
| 10         |  | 20         |  | 30         |  | 40         |  | 50         |
| ---------- |  | ---------- |  | ---------- |  | ---------- |  | ---------- |
| MALQRTHSLL |  | LLLLLTLLGL |  | GLVQPSYGQD |  | GMYQRFLRQH |  | VHPEETGGSD |
| RYCNLMMQRR |  | KMTLYHCKRF |  | NTFIHEDIWN |  | IRSICSTTNI |  | QCKNGKMNCH |
| EGVVKVTDCR |  | DTGSSRAPNC |  | RYRAIASTRR |  | VVIACEGNPQ |  | VPVHFDG    |

A: Аланін

C: Цистеїн

D: Аспарагінова кислота

E: Глутамінова кислота

F: Фенілаланін

G: Гліцин

H: Гістидин

I: Ізолейцин

K: Лізин

L: Лейцин

M: Метіонін

N: Аспарагін

P: Пролін

Q: Глутамін

R: Аргінін

S: Серин

T: Треонін

V: Валін

W: Триптофан

Кодований геном білок за функціями належить до гідролаз, нуклеаз, ендонуклеаз. 
Секретований назовні.